# Calophasia canterius
Calophasia canterius là một loài bướm đêm trong họ Noctuidae.